# 조사이어 윌러드 기브스
조사이어 윌러드 기브스(영어: Josiah Willard Gibbs, 1839년 2월 11일 ~ 1903년 4월 28일)는 미국 물리학자이다. 열역학에 지대한 공헌을 했으며, 기브스 자유 에너지 등으로 현재까지 알려져 있다.

## 헌정사
| “ | …화학의 새로운 분야를 개척했으며, 이 중요성은 라부아지에에 비교될 만하다. | ” |
|   | — 르 샤틀리에, 르 샤틀리에 원리의 발견자 (1885)                           |   |

| “ | 내 생각에, 기브스는 미국이 이제까지 배출한 과학자 중 가장 창의적이고 독창적인 마음을 가졌으며, 중요한 발견을 한 사람이다. | ” |
|   | — 알베르트 아인슈타인, 물리학자                                                                                           |   |

| “ | 물리화학 분야에 형식과 내용을 가져왔다. | ” |
|   | — 빌헬름 오스트발트, 독일 화학자        |   |

## 일대기

### 가족 환경
기브스는 17세기서부터 성직자와 학자를 분리하는 미국인 집안에 속해 있었다. 그는 아버지 Josiah Willard Gibbs와 어머니 Mary Anna, née Van Cleve를 두었으며 5형제중에 넷째이자 유일한 장자였다. 부계로서는 1701~1707년에 하버드 대학교의 총장을 맡으신 Samuel Willard의 피를 이어받았으며, 모계로서는 그의 선조 중에는 뉴 저지주 대학교(훗날 프린스턴 대학교)의 초대 총장을 역임한 Rev.Jonathan Dickinson이 있다. 그를 비롯하여 그의 아버지와 대가족과 공유한 이름은 18세기에 Province of Massachusetts Bay에서 서기로 일하던 조상 Josiah Willard에서 유래했다.
아버지 기브스는 가족과 대학 동기들에게는 "Josiah"라고 흔히 알려졌고, 그의 아들(주요 인물)은 "Willard"라고 불렸다. 아버지 기브스는 언어학자와 신학자로 Yale Divinity School에서 1824년부터 그가 세상을 떠나기 전 1861년까지 신성 문학 교수로 활동했다. 오늘날 아버지 기브스는 주로, 라 아미스타드 선박에서 노예로 팔리는 것에 저항한 일로 법정에서 통역을 통해 증언하도록 해줌으로써 유리한 판결을 받도록 한, 노예제도 폐지론자로 알려져 있다.

## 어록
- "수학은 언어이다." (예일 교수 모임에서)
- "'인간의 이성이 만든 기계 중 제일 노동을 줄여준 것은 대수학이다.'라고 사람들이 말하는데, 만일 그게 사실이라면, 우리가 살고 있는 시대, 기계를 널리 이용해서 편리한 삶을 살고 있는 지금 시대에서는, 우리는 대수학을 가장 정제되고, 아름다운 기계로 표현해 구분지어야 할 것이다." (1887, Meinke 와 Tucker 의 1992년 발행된 책 190P.에서 인용)

## 같이 보기
- 결정 성장
- 조속기